# Elizabeth Johnston
Elizabeth Johnston, född 1786, var en brittisk sömmerska. Hon var officiell kunglig hovsömmerska åt Storbritanniens drottning Adelaide av Sachsen-Meiningen 1830-1837, och åt drottning Viktoria av Storbritannien från 1840.
Hon var gift med Alexander Johnston (d. 1829), som ägde en modebutik i Edinburgh och som hon ärvde vid hans död 1829; hon angavs då vara 43 år gammal. Hon var en framgångsrik företagare, med modebutiker i både Edinburgh och London. Under en tidsperiod när färdigsydda kläder började bli populära bland alla utom överklassen, blev hon en av de mest framträdande sömmerskorna med en kundkrets inom överklass och hovadel. 
Hennes framgång illustreras av den kungliga uppdrag hon fick. Elizabeth Johnston hade 1846 titeln "Dress Maker Extraordinary" medan Mary Bettans kallades "Court Dress and Dress Maker".